# 利霍韋
49°39′50″N 35°44′39″E / 49.66389°N 35.74417°E
利霍韋（烏克蘭語：Лихове）是位於烏克蘭東部的村莊，由哈爾科夫州哈爾科夫區的新沃多拉哈市鎮負責管轄。該村面積0.46平方公里，海拔高度183米，2001年人口218，人口密度每平方公里473.9人。